# Majs
Majs est un village et une commune du comitat de Baranya en Hongrie.